# 恒吉僚子
恒吉 僚子（つねよし りょうこ、1961年 - ）は、日本の教育社会学者。専門は、教育社会学、比較社会学、比較教育学。東京大学大学院教育学研究科教授、東京大学総長補佐、東京大学教育学部附属中等教育学校校長等を経て、文京学院大学副学長・特任教授、東京大学名誉教授。
父は発生生物学者の加藤淑裕（よしひろ、1924-1988、三菱化成生命科学研究所）、母はフランス文学者、評論家の加藤恭子。

## 来歴
米国ボルティモア生まれ。1984年一橋大学社会学部卒業。1990年プリンストン大学大学院社会学研究科博士課程修了、社会学博士（Ph.D.）取得。1991年文京女子大学経営学部専任講師・助教授、1996年東京大学大学院総合文化研究科助教授、2000年東京大学大学院教育学研究科助教授、2007年准教授、2008年教授。2017年文部科学省中央教育審議会委員。日本学術会議会員・第一部幹事、一般社団法人日本教育学会理事、異文化間教育学会常任理事、公益財団法人伊藤忠記念財団評議員。東京大学総長補佐（2009年 - 2010年）。東京大学教育学研究科附属学校教育高度化・効果検証センター長（2014年 - 2016年）。東京大学教育学部附属中等教育学校学校長(2016年 - 2018年）。文京学院大学副学長・特任教授、東京大学名誉教授、グローバル多文化社会研究所理事長。

## 著書
- 『人間形成の日米比較―かくれたカリキュラム』中公新書、1992
- 『「教育崩壊」再生へのプログラム―日米学校モデルの限界と可能性』東京書籍、1999
- 『子どもたちの三つの「危機」 国際比較から見る日本の模索』勁草書房、2008

### 共編著
- （S.ブーコックとの共編著）『育児の国際比較―子どもと社会と親たち』日本放送出版協会 NHKブックス、1997
- 『教育研究のメソドロジー 学校参加型マインドへのいざない』秋田喜代美, 佐藤学共編 東京大学出版会 2005

## 外部アクセス
- 研究室サイト